# Legio I Isaura Sagittaria

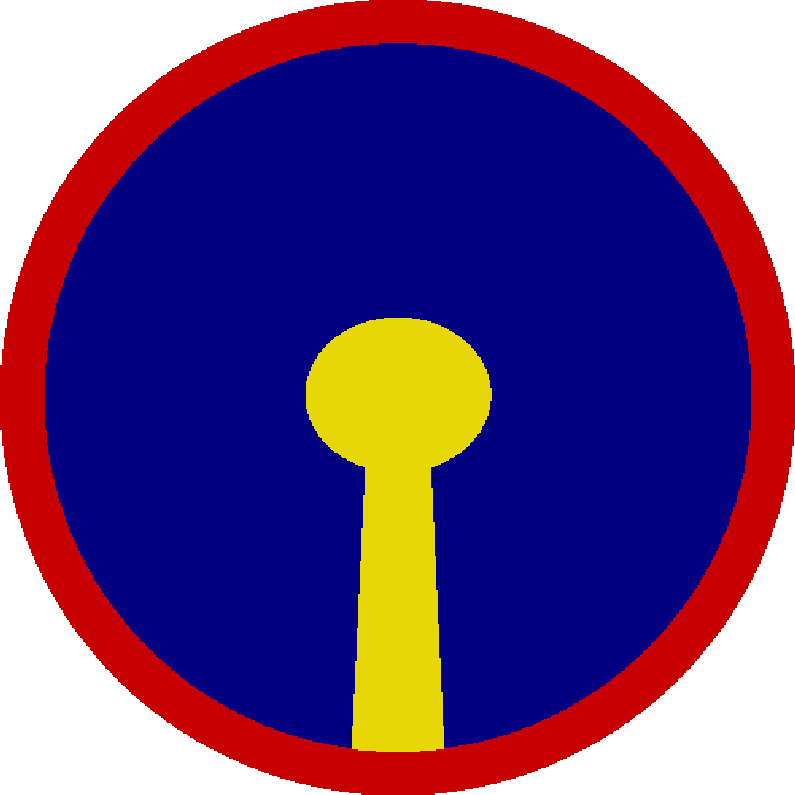
El emblema de la Legio I Isaura Sagittaria en la Notitia Dignitatum.

La Legio I Isaura Sagittaria (Primera legión «de Isauria arquera») fue una legión romana pseudocomitatensis, que fue objeto de leva en época no posterior a Diocleciano, y posiblemente ya presente con Probo. Como sugiere su nombre, sus legionarios podían ser usados también como arqueros, un rasgo poco común entre las legiones romanas.
Según la Notitia Dignitatum, a comienzos del siglo V, la I Isaura estaba bajo el mando del Magister Militum per Orientem, pero es posible que al comienzo se usara para defender la región Isauria, junto con la II y la III Isaura.